# Distrito electoral federal 11 del estado de México
El XI Distrito Electoral Federal del Estado de México es uno de los 300 Distritos Electorales en los que se encuentra dividido el territorio de México para la elección de diputados federales y uno de los 40 en los que se divide el Estado de México. Su cabecera es Ecatepec de Morelos.
El Distrito XI se localiza en la zona nororiente del Valle de México, su territorio está integrado por la región noroccidental del municipio de Ecatepec, desde 2022 lo integran localidades al occidente de la Vía Morelos (Autopista México-Pachuca) y del Circuito Exterior Mexiquense como Ecatepec de Morelos, Granjas Ecatepec y Santa María Tulpetlac. Está conformado por 165 secciones electorales. 

## Distritaciones anteriores

### Distritación 1996 - 2005
Entre 1996 y 2005 el Distrito XI se encontraba en el centro del municipio de Ecatepec de Morelos, lo cruzaba de occidente a oriente y en su territorio se encontraban localidades como Ciudad Azteca y Jardines de Santa Clara.

### Distritación 2005 - 2017
Entre 2005 y 2017 el territorio del distrito electoral se encontraba en el centro del municipio de Ecatepec y lo conformaban localidades como Vista Hermosa, Ecatepec de Morelos, Santa Clara Coatitla, Jardines de Santa Clara y Ciudad Azteca Primera Sección.

### Distritación 2017 - 2022
Tras la distritación electoral nacional 2014-2017 llevada a cabo por el Instituto Nacional Electoral, el territorio del Distrito XI fue integrado por las localidades de Guadalupe Victoria, Ecatepec de Morelos, Héroes Ecatepec y Santa María Tulpetlac.

## Diputados por el distrito
| Legislatura                                                | Periodo                                           | Diputado                          | Grupo parlamentario                  |
| ---------------------------------------------------------- | ------------------------------------------------- | --------------------------------- | ------------------------------------ |
| I                                                          | 7 de diciembre de 1857-17 de mayo de 1861         |                                   |                                      |
| II                                                         | mayo de 1861-mayo de 1863                         |                                   |                                      |
| III                                                        | 20 de octubre de 1863-1865                        |                                   |                                      |
| IV                                                         | 5 de noviembre de 1867-14 de septiembre de 1868   |                                   |                                      |
| V                                                          | 15 de septiembre de 1869-15 de septiembre de 1871 |                                   |                                      |
| VI                                                         | 15 de septiembre de 1871-15 de septiembre de 1873 |                                   |                                      |
| VII                                                        | 15 de septiembre de 1873-15 de septiembre de 1875 |                                   |                                      |
| VIII                                                       | 15 de septiembre de 1875-22 de mayo de 1878       |                                   |                                      |
| IX                                                         | 2 de septiembre de 1878-15 de septiembre de 1880  |                                   |                                      |
| X                                                          | 16 de septiembre de 1880-15 de septiembre de 1882 |                                   |                                      |
| XI                                                         | 16 de septiembre de 1882-15 de septiembre de 1884 |                                   |                                      |
| XII                                                        | 16 de septiembre de 1884-15 de septiembre de 1886 |                                   |                                      |
| XIII                                                       | 16 de septiembre de 1886-15 de septiembre de 1888 |                                   |                                      |
| XIV                                                        | 16 de septiembre de 1888-15 de septiembre de 1890 |                                   |                                      |
| XV                                                         | 16 de septiembre de 1890-15 de septiembre de 1892 |                                   |                                      |
| XVI                                                        | 16 de septiembre de 1892-15 de septiembre de 1894 |                                   |                                      |
| XVII                                                       | 16 de septiembre de 1894-15 de septiembre de 1896 |                                   |                                      |
| XVIII                                                      | 16 de septiembre de 1896-15 de septiembre de 1898 |                                   |                                      |
| XIX                                                        | 16 de septiembre de 1898-15 de septiembre de 1900 |                                   |                                      |
| XX                                                         | 16 de septiembre de 1900-15 de septiembre de 1902 |                                   |                                      |
| XXI                                                        | 16 de septiembre de 1902-15 de septiembre de 1904 |                                   |                                      |
| XXII                                                       | 16 de septiembre de 1904-15 de septiembre de 1906 |                                   |                                      |
| XXIII                                                      | 16 de septiembre de 1906-15 de septiembre de 1908 |                                   |                                      |
| XXIV                                                       | 16 de septiembre de 1908-15 de septiembre de 1910 |                                   |                                      |
| XXV                                                        | 16 de septiembre de 1910-15 de septiembre de 1912 |                                   |                                      |
| XXVI                                                       | 16 de septiembre de 1912-10 de octubre de 1913    | Antonio Aguilar                   |                                      |
| XXVI (bis)                                                 | 16 de noviembre de 1913-5 de agosto de 1914       |                                   |                                      |
| Constituyente                                              | 1 de diciembre de 1916-5 de febrero de 1917       | Antonio Aguilar                   |                                      |
| XXVII                                                      | 15 de abril de 1917-31 de agosto de 1918          | Valentín Flores Garza             |                                      |
| XXVIII                                                     | 1 de septiembre de 1918-31 de agosto de 1920      |                                   |                                      |
| XXIX                                                       | 1 de septiembre de 1920-31 de agosto de 1922      |                                   |                                      |
| XXX                                                        | 1 de septiembre de 1922-31 de agosto de 1924      | Eduardo Zarza                     |                                      |
| El distrito 11 es suprimido en _. Es restablecido en 1972. |                                                   |                                   |                                      |
| XLIX                                                       | 1 de septiembre de 1973-31 de agosto de 1976      | María del Carmen Becerril de Brun | Partido Revolucionario Institucional |
| L                                                          | 1 de septiembre de 1976-31 de agosto de 1979      | Guillermo Choussal Valladares     | Partido Revolucionario Institucional |
| LI                                                         | 1 de septiembre de 1979-31 de agosto de 1982      | Héctor Jarquín Hernández          | Partido Revolucionario Institucional |
| LII                                                        | 1 de septiembre de 1982-31 de agosto de 1985      | Luis Mayén Ruiz                   | Partido Revolucionario Institucional |
| LIII                                                       | 1 de septiembre de 1985-31 de agosto de 1988      | Heriberto Serrano Moreno          | Partido Revolucionario Institucional |
| LIV                                                        | 1 de septiembre de 1988-31 de octubre de 1991     | Javier Gaeta Vázquez              | Partido Revolucionario Institucional |
| LV                                                         | 1 de noviembre de 1991-31 de octubre de 1994      | Rafael Maldonado Villafuerte      | Partido Revolucionario Institucional |
| LVI                                                        | 1 de noviembre de 1994-31 de agosto de 1997       | Jorge Cortés Vences               | Partido Revolucionario Institucional |
| LVII                                                       | 1 de septiembre de 1997-31 de agosto de 2000      | Teobaldo López Huertas            | Partido de la Revolución Democrática |
| LVIII                                                      | 1 de septiembre de 2000-31 de agosto de 2003      | Martín Hugo Solís Alatorre        | Partido Acción Nacional              |
| LIX                                                        | 1 de septiembre de 2003-10 de enero de 2006       | Maximiliano Alexander Rábago      | Partido Acción Nacional              |
| LIX                                                        | 10 de enero de 2006-13 de abril de 2006           | Vacante                           | Partido Acción Nacional              |
| LIX                                                        | 13 de marzo de 2006-31 de agosto de 2006          | Maximiliano Alexander Rábago      | Partido Acción Nacional              |
| LX                                                         | 1 de septiembre de 2006-31 de agosto de 2009      | Salvador Ruiz Sánchez             | Partido de la Revolución Democrática |
| LXI                                                        | 1 de septiembre de 2009-31 de agosto de 2012      | Jorge Hernández Hernández         | Partido Revolucionario Institucional |
| LXII                                                       | 1 de septiembre de 2012-2 de marzo de 2015        | Brenda Alvarado Sánchez           | Partido Revolucionario Institucional |
| LXII                                                       | 3 de marzo de 2015-15 de junio de 2015            | Irene Sánchez Balderas            | Partido Revolucionario Institucional |
| LXII                                                       | 15 de junio de 2015-31 de agosto de 2015          | Brenda Alvarado Sánchez           | Partido Revolucionario Institucional |
| LXIII                                                      | 1 de septiembre de 2015-31 de agosto de 2018      | Pablo Bedolla López               | Partido Revolucionario Institucional |
| LXIV                                                       | 1 de septiembre de 2018-31 de agosto de 2021      | María Teresa Hernández Pérez      | Movimiento Regeneración Nacional     |
| LXV                                                        | 1 de septiembre de 2021-31 de agosto de 2024      | María Teresa Hernández Pérez      | Movimiento Regeneración Nacional     |
| LXVI                                                       | 1 de septiembre de 2024-                          | Xóchitl Arzola Ramos              | Movimiento Regeneración Nacional     |

## Resultados Electorales

### Elecciones de 2024
|  | 45.64 % |

|  | 22.39 % |

|  | 10.26 % |

|  | 8.50 % |

|  | 6.49 % |

|  | 0.05 % |

|  | 6.67 % |

|  | 100.0 % |

|  | 59.39 % |

### Elecciones de 2021
|  | 42.70 % |

|  | 28.75 % |

|  | 8.42 % |

|  | 4.70 % |

|  | 3.35 % |

|  | 2.60 % |

|  | 2.08 % |

|  | 1.41 % |

|  | 1.37 % |

|  | 1.17 % |

|  | 0.14 % |

|  | 3.31 % |

|  | 100.00 % |

|  | 46.75 % |

### Elecciones de 2018
|  | 54.41 % |

|  | 23.95 % |

|  | 18.73 % |

|  | 0.07 % |

|  | 2.84 % |

|  | 100.00 % |

|  | 65.20 % |